# Nathan Daniel
Nathan Daniel (1912—1994) est un électronicien et luthier américain, fondateur de la marque de guitare électrique Danelectro.

## Biographie
Nathan Daniel naît en 1912 à New York, ses parents ayant fui un an plus tôt la Lituanie à cause des conflits avec l’Empire russe. Dès son adolescence, il développe un fort intérêt pour l’électronique et se passionne pour la radio. Il étudie l’électronique au CCNY mais quitte cette université lors de la Grande Dépression pour commencer à réparer, à fabriquer et à vendre ses propres amplificateurs. Malheureusement, alors que son entreprise prenait de l’essor, ses activités sont freinées par la Seconde Guerre mondiale. Mais grâce à son expertise en électronique, il n’est pas appelé au front mais est employé par l’armée américaine pour résoudre les problèmes d’interférences qu’il pouvait y avoir lors des communications radio à bord des véhicules militaires. 
Il faut attendre la fin de la guerre pour voir Daniel reprendre ses activités et la fin des années 1940 pour apercevoir une cote de popularité ascendante. Bien qu’il ne fût pas du tout musicien et pas spécialement passionné par les musiques de son époque, il s’intéresse néanmoins aux besoins et à la demande des musiciens qui l’entoure et cherche à proposer des solutions concrètes. Il fabrique ses premières guitares Danelectro en 1954 puis en conçois une un an plus tard, fabriquée de matériaux originaux pour l’époque, permettant une production rapide et bon marché. En 1966, Daniel fait le choix de vendre sa marque Danelectro à MCA. Trois ans plus tard, MCA ferme l’usine d’origine (basée à Neptune) ce qui clos le chapitre originel de la marque. La décennie suivante verra Daniel se retirer progressivement de l’industrie des instruments de musique pour se consacrer à la conception de bateaux. 
Il décède en 1994 à l’âge de 82 ans,.

## Œuvre
Daniel fonde sa première enseigne « Daniel Electrical Laboratories » dans les années 1930, au sud de Manhattan, et devient assez rapidement fabriquant d’amplificateur pour Epiphone. Après la guerre, il installe sa société au New-Jersey et la rebaptise « Danelectro », signifiant « Daniel Electrics ». C’est en 1955 qu’il trouve une technique de fabrication de guitares qui deviendra emblématique des guitares Danelectro ; il conçoit une guitare faites de pin, de fines feuilles d'isorel et de copeaux de bois, des matériaux peu coûteux facilitant ainsi la production et permettant de proposer un prix de vente très attractif. Jusqu’à la fin de sa carrière, Daniel n’a cessé d’innover et de créer des modèles originaux de guitares électrique, s’associant parfois même avec des musiciens américains célèbre de l’époque comme Vinnie Bell, guitariste new-yorkais de studio, avec qui il conçois le tout premier sitar électrique,.

## Accueil
Depuis la création de sa propre marque de guitare en 1947, Nathan Daniel a toujours fabriqué des instruments où innovation originale et esthétique séduisante étaient étroitement liés, sans jamais perdre de vue la question du prix. Ces guitares ont toujours été appréciés grâce à leur rapport qualité-prix rarement égalé, encore aujourd’hui, c’est pourquoi cette marque s’inscrit dans les plus grandes marques de guitares électrique tel que Fender, Gibson ou encore Gretsch,.